# Montes Taurus

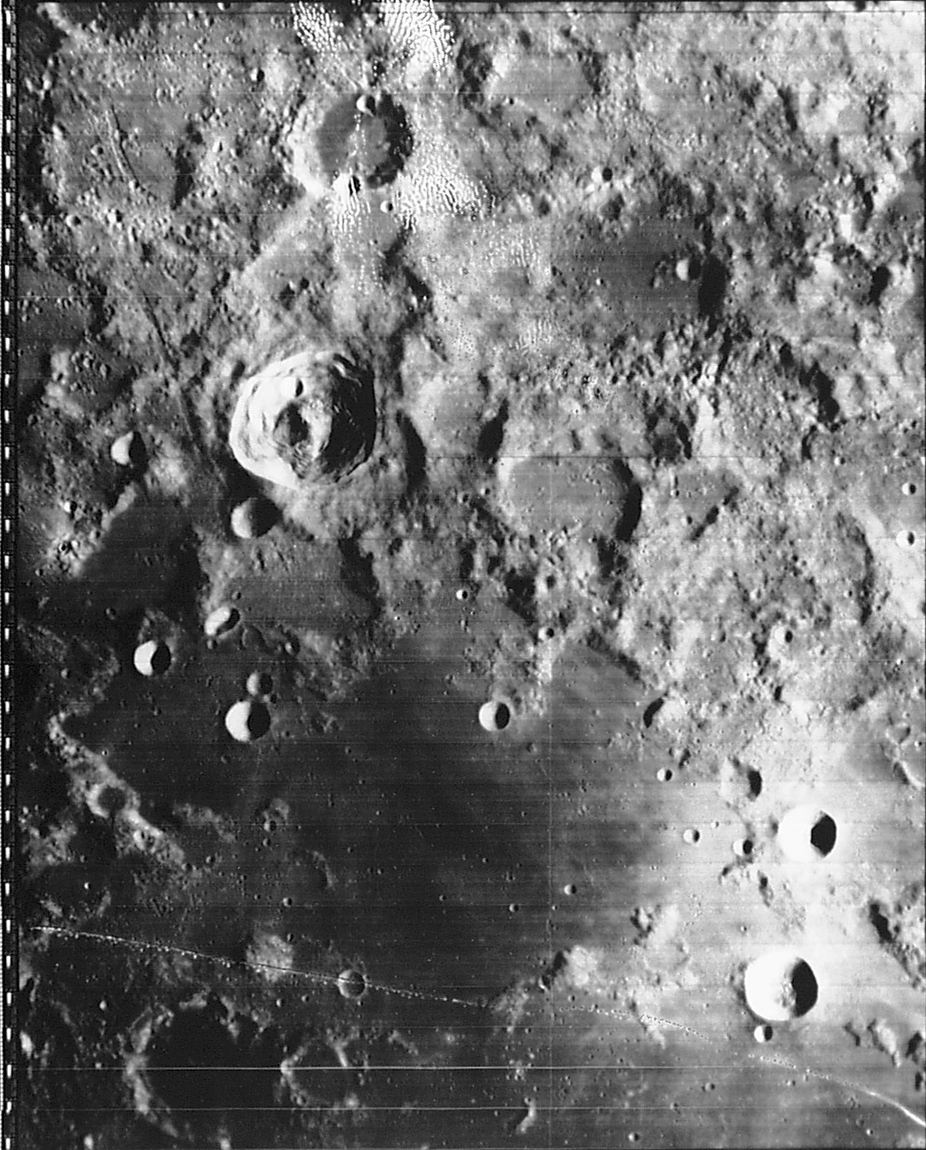
A região dos Montes Taurus no topo da imagem.

Montes Taurus é uma região de montanhas íngremes, localizada numa das "regiões altas" da Lua localizada a Leste do Mare Serenitatis no quadrante Nordeste do lado visível da Lua, nas coordenadas: 24.34° S - 30.07° N, 37.25° O - 43.26° L.